# Спящий лев (фильм)
«Спящий лев» — советский художественный фильм 1965 года.

## Сюжет
Кассир отделения Госбанка СССР Цветков — натура тихая и исполнительная. Но однажды, замещая инкассатора, скромный служащий задерживает двух грабителей и становится героем. Однако теперь и этого ему мало: Цветков выводит на чистую воду своего начальника, жуликоватого самодура — управляющего банка Телегина.
Телегина все боятся, но Цветков знает, что директор банка абсолютно некомпетентен и подписывает документы на отпуск денежных средств без проверки фактического выполнения планов производства и реализации продукции.

## В ролях
- Константин Сорокин — Василий Иванович Цветков, кассир банка
- Сергей Мартинсон — Николай Николаевич Телегин, управляющий банка
- Наталья Кустинская — Наташа Цветкова, киномеханик кинопередвижки
- Юрий Белов — Александр Стрельцов, инспектор банка
- Сергей Филиппов — Матвей Гаврилович Голоскоков, помощник директора
- Михаил Пуговкин — сержант милиции
- Зоя Фёдорова — Маня, жена Телегина
- Тамара Носова — Олимпиада Андреевна, председатель месткома
- Алексей Смирнов — Гриценко, кассир леспромхоза
- Людмила Иванова — Лёля Морозова, водитель кинопередвижки
- Антонина Максимова — Софья Михайловна, эпизод
- Эмма Цесарская — Анна Ивановна, буфетчица
- Эммануил Геллер — Никонов
- Николай Сморчков — Пловов, инкассатор в тире

## Съёмочная группа
- Сценарий: Климентий Минц
- Постановка: Александр Файнциммер
- Главный оператор: Валентин Павлов
- Зам. директора картины: Сергей Каграманов